# Залам (село)
Залам (азерб. Zalam) — село в Габалинском районе Азербайджана. 

## География
Залам расположен в 27 км к югу от районного центра Габалы, на берегу реки Карачай. Близлежащие сёла Моллашыхалы и Кичик-Эмили.

## История
Залам известен как одно из мест, откуда в начале XVIII века горские евреи мигрировали в Варташен (нынешний Огуз), фигурировал в предании варташенских евреев 60-х гг. XIX века.
В источнике «Описание Шекинской провинции, составленное в 1819 году, по распоряжению главноуправляющего в Грузии Ермолова, генерал-майором Ахвердовым и статским советником Могилёвским», указывается деревня Заламъ Куткашинского магала.

## Население
«Кавказский календарь» за 1856 год приводит данные о селе Заламъ  с азербайджанским («татарским» по терминологии того времени) населением, с разговорным языком азербайджанским («татарским» по источнику). Религиозная принадлежность — мусульмане-сунниты.
В своде статистических данных о населении Закавказского края 1886 года отмечается село Заламъ Арешского уезда Елизаветпольской губернии с числом дымов 13 и с населением 65 человек, все азербайджанцы («татары» в источнике). Вероисповедание населения — мусульмане-сунниты.
Согласно результатам Азербайджанской сельскохозяйственной переписи 1921 года, Залам Гаджалинского сельского общества Арешского уезда Азербайджанской ССР населяли 88 человек (15 хозяйств), преобладающая национальность — тюрки-азербайджанцы.
По состоянию конца 1970-х годов в Заламе проживало 330 человек. Население в основном было занято разведением зерновых, табаководством, животноводством. В селе имелись средняя школа, две библиотеки, клуб, больница, киноустановка, узел связи.